# Катерина Малкіна
Катерина Малкіна – українська винахідниця в сфері екології, учасниця МАН
Вже в 14-річному віці Катерина зробила революційне відкриття: запропонувала вирішення питання утилізації поліетилену і збереження природних ресурсів. Ця утилізація є біологічною. 

## Про стереотипи
|  | Я вважаю, що, першочергово, я - не дівчина, не хлопець, я – людина. У мене постійно запитують: «Ти дівчинка, чи не гидко тобі працювати з личинками?» Я – особистість! Мої приорітети, інтереси не залежать від статі! |

## Винахід

### Ідея створення
Якось Катерина проїжджала повз чергове звалище пластику в Маріуполі, який горів. Її дуже вразила недбалість людей до навколишнього середовища, тому на наступний день вона прийшла до свого майбутнього наукового керівника і впевнено заявила, що хоче знайти рішення цієї глобальної проблеми.

### Принцип роботи
Утилізація пластикового сміття відбувається за допомогою спеціального виду личинок жуків. Назву виду Катерина не оголосила, адже хоче отримати патент. Лише сказала, що вони дуже поширені і їх використовують як корм для рептилій.
Протягом всього дослідження в дівчини було 30 дослідницьких зразків, одним з них були личинки. Вона їх відкрила випадково. Йдучи купляти інший вид личинок, вона купила ці через відсутність перших.
При особливих умовах і в конкретному співвідношенні в контейнер загружають матеріал для утилізації та личинки. Як дослідила Катерина, 100 личинок можуть переварити 1.7 г поліетилену (один поліетиленовий пакет важить 1.5 г), а за 9 місяців 20 личинок можут з’їсти один пакет.
Разом із цим проектом Катерина  виборола «золото» у Міжнародному конкурсі наукових та мистецьких проектів GENIUS Olympiad 2018.

## Додаткові досягнення
У червні 2016 року стала срібним призером Всесвітньої олімпіади з екології в Нідерландах та в листопаді 2016 року отримала Всеукраїнську Премію «Жінка III тисячоліття» в номінації «Надія України».